# Холод Ольга Микитівна
Ольга Микитівна Холод (1917, село Гоголів, тепер Броварського району Київської області — ?) — українська радянська діячка, новатор сільськогосподарського виробництва, агроном колгоспу імені Хрущова, головний агроном радгоспу «Требухівський» села Требухів Броварського району Київської області. Депутат Верховної Ради УРСР 3—5-го скликань.

## Життєпис
Народилася у бідній селянській родині. У 1930 році закінчила Гоголівську семирічну школу Броварського району.
У 1930—1933 роках — колгоспниця колгоспу «Червона Україна» Броварського району Київської області. У 1933—1937 роках — студентка Золотоніського технікуму рільництва.
У 1937—1941 роках — студентка Харківського сільськогосподарського інституту імені Докучаєва.
Під час німецько-радянської війни у 1941—1944 роках — агроном Можгинського районного насіннєвого господарства Удмуртської АРСР.
У 1944—1945 роках — дільничний агроном Броварської машинно-тракторної станції (МТС) Київської області. З листопада 1945 року — агроном Броварської МТС по колгоспу імені Хрущова села Требухів Броварського району Київської області.
Член КПРС з 1953 року.
З 1958 року — головний агроном колгоспу «Жовтень» (потім — радгоспу «Требухівський») села Требухів Броварського району Київської області.

## Нагороди
- орден Трудового Червоного Прапора (26.02.1958)
- ордени
- медалі
- заслужений агроном Української РСР (8.10.1966)